# Cybersyn

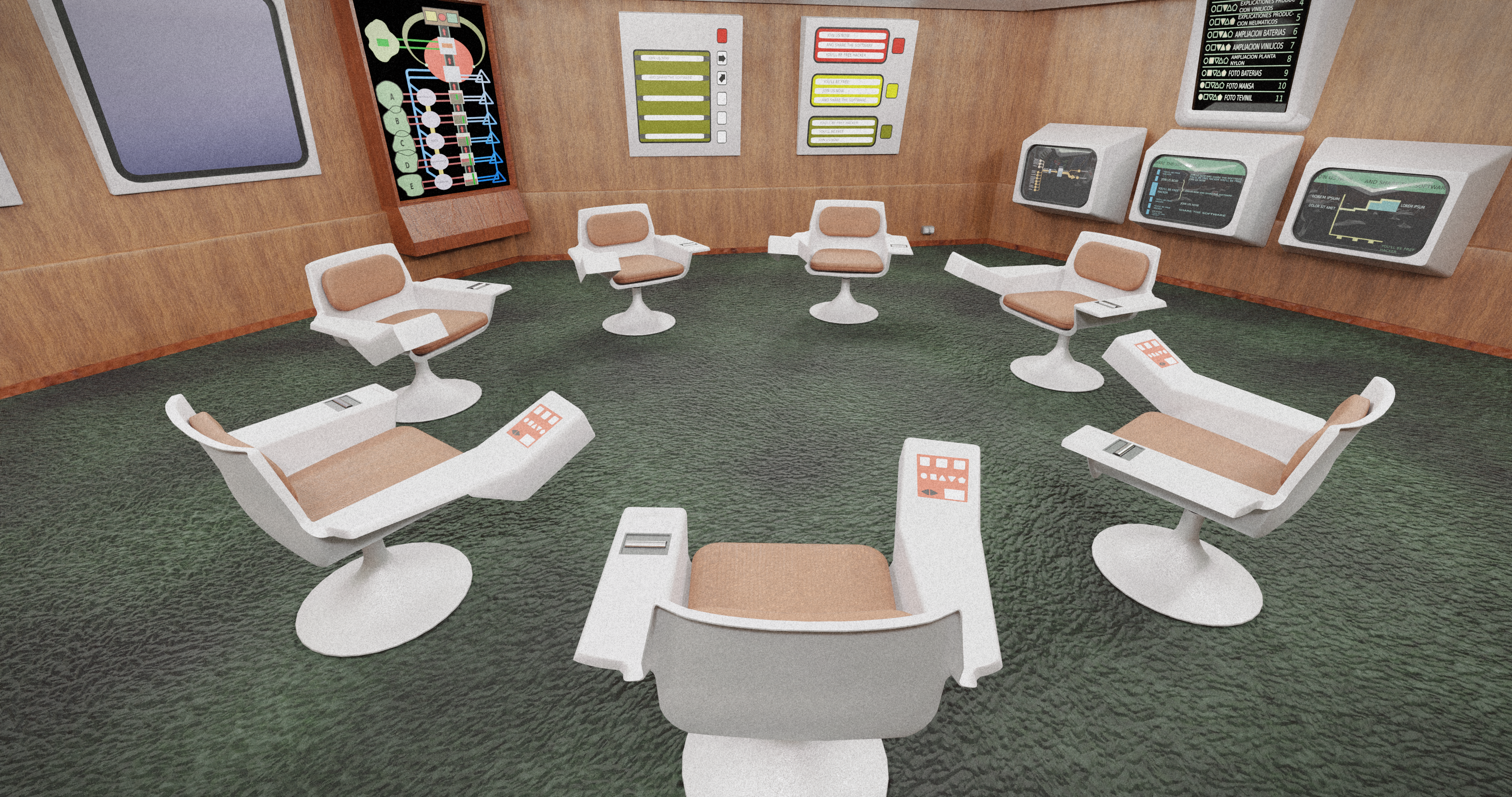

Cybersyn (även Projekt Cybersyn) var ett chilenskt projekt från 1971 till 1973 under Salvador Allendes presidentskap, som syftade till att bygga ett distribuerat beslutsstödssystem för att underlätta hanteringen av den nationella ekonomin. Cybersyn bestod av fyra moduler: en ekonomisk simulator, anpassad mjukvara för att kontrollera fabriksprestanda, ett operationsrum och ett nationellt nätverk av telexmaskiner som var kopplade till en stordator.
Cybersyn baserades på Viable System Model och ett neuralt nätverk för organisationsformgivning, och innehöll nyskapande teknik för sin tid: det bestod av ett statligt nätverk av telexmaskiner (Cybernet) som skulle sända och ta emot information till och från regeringen i Santiago de Chile. Informationen skulle inmatas i en statistisk modelleringsprogramvara (Cyberstride) som skulle övervaka produktionsindikatorer (exempelvis råmaterialleveranser eller hög arbetstagarfrånvaro) i realtid och varna arbetarna i första hand, och även staten om några särskilda omständigheter rådde, om dessa parametrar föll utanför sina acceptabla värden. Informationen skulle också inmatas i en ekonomisk simuleringsprogramvara (CHECO, förkortning för chilensk ekonomisk simulator) som regeringen kunde använda för att förutse det möjliga resultatet av ekonomiska beslut. Slutligen skulle ett fysiskt sofistikerat operationsrum (Opsroom) förse ledare med relevanta ekonomiska data, samt ge dem möjlighet att formulera svar på nödsituationer och sända råd och direktiv till företag och fabriker i larmsituationer genom att använda telexnätverket.
Systemets huvudarkitekt var den brittiske operationsanalytikern Stafford Beer, och systemet införlivade hans idéer om organisatorisk cybernetik i industrin. Ett av de viktigaste målen var att överlåta beslutanderätt inom industriföretag till dess anställda för att utveckla självreglerande fabriker.
Efter den CIA-understödda militärkuppen 9/11, 1973, övergavs Cybersyn och dess fysiska rum förstördes.